# Serrigny-en-Bresse
Serrigny-en-Bresse è un comune francese di 190 abitanti situato nel dipartimento della Saona e Loira nella regione della Borgogna-Franca Contea.

## Società

### Evoluzione demografica
Abitanti censiti